# Rock You Like a Hurricane
«Rock You Like a Hurricane» — песня немецкой рок-группы Scorpions с альбома Love at First Sting, выпущенная в феврале 1984 года в качестве сингла. Песня достигла 25-го места в Billboard Hot 100, что внесло большой вклад в успех альбома. В 2006 году VH1 удостоил песню 31 позиции в рейтинге 40 Greatest Metal Songs.
По воспоминаниям одного из соавторов — барабанщика Германа Раребелла, песня изначально имела более провокационное название и текст, которые были изменены по настоянию звукозаписывающей компании.
Новая версия песни под названием «Hurricane 2000» была записана с участием Берлинского филармонического оркестра в 2000 году и вошла в альбом Moment of Glory. В следующем году появилась акустическая версия «Hurricane 2001» которая вошла в альбом Acoustica. В 2011 году оригинальная версия песни была перезаписана в несколько другой аранжировке с использованием более тяжёлых риффов и вошла в девятнадцатый альбом группы Comeblack.
В январе 2020 года песня вошла в список лучших классических рок-песен по версии Business Insider. В марте 2023 года группа авторов американского издания Rolling Stone включила «Rock You Like a Hurricane» в список «100 величайших хеви-метал песен всех времён». В этом рейтинге она заняла 36-ю позицию.

## Чарты
| Чарт (1984)                    | Место |
| ------------------------------ | ----- |
| France Top 50                  | 17    |
| UK Singles Chart               | 78    |
| U.S. Billboard Hot 100         | 25    |
| U.S. Billboard Top Rock Tracks | 5     |

## Версии песни
| Год  | Название                          | Длительность | Альбом              | Отличия                                                                                                  | Жанр                           | Синглы                          |
| 1984 | Rock You Like a Hurricane         | 4:11         | Love At First Sting | Оригинал                                                                                                 | Хард-рок, Хеви-метал           | Rock You Like a Hurricane       |
| 2000 | Hurricane 2000 (альбомная версия) | 6:02         | Moment of Glory     | С участием Берлинского филармонического оркестра (альбомная версия)                                      | Симфоник-метал                 | Hurricane 2000, Moment of Glory |
| 2000 | Hurricane 2000 (радио версия)     | 4:38         | Радио версия        | С участием Берлинского филармонического оркестра (радио версия)                                          | Симфоник-метал                 | Hurricane 2000                  |
| 2001 | Hurricane 2001                    | 4:35         | Acoustica           | Акустическая версия с виолончелью, дополнительными гитарой, перкуссией, клавишными и женским бэк-вокалом | Хард-рок (акустический подход) | —                               |
| 2011 | Rock You Like a Hurricane         | 4:15         | Comeblack           | Более тяжелые риффы                                                                                      | Хард-рок Хеви-метал            | —                               |

## Композиции сингла Hurricane 2000
- Hurricane 2000 (радио версия) — 4:38
- Hurricane 2000 (альбомная) — 6:02

## Каверы
- Джулианна Хаф и Том Круз исполнили эту песню в фильме Рок на века.
- Японская группа Galneryus записала кавер-версию песни в 2010 году в альбоме Voices from the Past III.
- Австралийская группа The Veronivas записала кавер на эту песню.

## В культуре
Песня звучит в играх
- The Simpsons Game
- Grand Theft Auto: Vice City Stories
- Guitar Hero III: Legends of Rock
- Portal: Prelude
- NHL 10

В фильмах, сериалах
- Angry Birds в кино
- Профессионал
- Немножко беременна
- Королевы убийства,
- Симпсоны
- Никки, дьявол-младший
- Тепло наших тел
- Рок на века
- Как я встретил вашу маму
- Теория Большого взрыва
- Очень странные дела
- Тролли. Мировой тур

Песня неоднократно использовалась в различных рекламных роликах.